# Parlement van Madagaskar

Wapen van Madagaskar

Het Parlement van Madagaskar (Malagassisch: Parlemantera; Frans: Parlement de Madagascar) bestaat uit twee Kamers:
- de Nationale Vergadering (Antenimieram-Pirenena / Assemblée nationale) - lagerhuis, 151 leden;
- de Senaat (Antenimierandoholona / Sénat) - hogerhuis, 18 leden.

## Ambtsbekleders
|                                         |                         |            |
| FUNCTIE                                 | NAAM                    | TERMIJN    |
|                                         |                         |            |
| Voorzitter van de Nationale Vergadering | Christine Razanamahasoa | 2019–heden |
| Voorzitter van de Senaat                | Richard Ravalomanana    | 2023–heden |